# Csengőfrász
A csengőfrász kifejezés eredete a Rákosi-korszakra vezethető vissza. Tulajdonképpen a totális állami terror egyik legismertebb következménye volt. Mára a jelentése módosult, de eredeti jelentésének elemei továbbra is fellelhetőek benne.
Az Államvédelmi Hatóság emberei bejelentés esetén a gyanúsított személy lakására általában este vagy éjjel szálltak ki. A zárt ajtók mögött csak azt lehetett hallani, hogy a szervezet tagjai kikérdezik a lakóközöség vezetőjét, majd elindulnak felfelé, végül becsöngetnek a kijelölt lakásba. Mivel a feljentés indoka és célja nem volt ismert, a közösség minden tagján erőt vett a félelem, a csengetés hangjára hisztérikusan reagáltak. Eredetileg ezt nevezték csengőfrásznak.
Átvitt értelemben minden olyan esetben használják, amikor valamilyen előre sejthető, de ismeretlen célú esemény bekövetkeztét negatív érzelmekkel várják egy közösség tagjai. Előfordul azonban olyan értelemben is, amikor konkrétan a hangjelzésre (csengetés) és az azt követő ijedelemre utal a kifejezés (például iskolai csengő).

## Kapcsolódó oldalak
- Rákosi-korszak
- Személyi kultusz
- Kommunizmus